# (3101) Goldberger
(3101) Goldberger (1978 GB) – planetoida z pasa głównego asteroid okrążająca Słońce w ciągu 2,79 lat w średniej odległości 1,98 j.a. Odkryta 11 kwietnia 1978 roku.